# Villiers-le-Sec (Haute-Marne)
Villiers-le-Sec é uma comuna francesa na região administrativa da Champanha-Ardenas, no departamento de Haute-Marne. Estende-se por uma área de 15,71 km². Em 2010 a comuna tinha 724 habitantes (densidade: 46,1 hab./km²).